# Матьє Андре
Матьє Андре (фр. Mathieu André) або Маттіас Андре (нім. Matthäus Andreas; 8 лютого 1909, Відень — 28 серпня 1979) — австрійський і французький футболіст, що грав на позиції півзахисника.

## Життєпис
Народився 8 лютого 1909 року у Відні як нащадок французького солдата, що оселився у столиці Австрії в часи Наполеонівських воєн. Виступав у команді «Норд Відень 1912». У сезоні 1931–1932 виступав у складі команди «Адміра» (Відень), зігравши один матч у чемпіонаті Австрії і один матч у кубку країни проти «Расеншпортфройнде» в 1/16 фіналу. У підсумку «Адміра» стала переможцем обох турнірів.
З наступного сезону виступав у країні свого предка — Франції. Два роки грав у команді «Мец», а потім п'ять сезонів у команді «Руан». З «Руаном» у 1936 році став переможцем другого дивізіону чемпіонату Франції, а у 1937 році з командою посів 4-те місце у першому дивізіоні.
Був запрошений до складу Франції, за яку зіграв 3 матчі у 1936—1937 роках. Один з них проти збірної своєї батьківщини — Австрії, що завершився поразкою французів з рахунком 1:2. Був першим австрійцем запрошеним до збірної Франції, а уже після нього в кінці 30-х — на початку 40-х в збірній грали Огюст Жордан, Гайнріх Гілтль і Рудольф Гіден.